# Limia
Limia is een geslacht van straalvinnige vissen uit de familie van levendbarende tandkarpers (Poeciliidae).

## Soorten
- Limia caymanensis Rivas & Fink, 1970
- Limia rivasi Franz & Burgess, 1983
- Limia vittata (Guichenot, 1853)
- Limia dominicensis (Valenciennes, 1846)
- Limia fuscomaculata Rivas, 1980
- Limia garnieri Rivas, 1980
- Limia grossidens Rivas, 1980
- Limia heterandria Regan, 1913
- Limia immaculata Rivas, 1980
- Limia melanogaster (Günther, 1866)
- Limia melanonotata Nichols & Myers, 1923
- Limia miragoanensis Rivas, 1980
- Limia nigrofasciata Regan, 1913
- Limia ornata Regan, 1913
- Limia pauciradiata Rivas, 1980
- Limia perugiae (Evermann & Clark, 1906)
- Limia sulphurophila Rivas, 1980
- Limia tridens (Hilgendorf, 1889)
- Limia versicolor (Günther, 1866)
- Limia yaguajali Rivas, 1980
- Limia zonata (Nichols, 1915)